# Langnes (Troms)
Langnes es un pueblo del municipio de Senja en la provincia de Troms, Noruega. Se encuentra a lo largo del Rossfjordsvatnet alrededor de 7 km al sur de Rossfjordstraumen y alrededor de 14 km al noreste de Finnsnes. La población (2001) del pueblo es 189.